# Le Port-Marly
Le Port-Marly ist eine französische Gemeinde mit 5583 Einwohnern (Stand: 1. Januar 2022) und ein Dorf im Département Yvelines in der Region Île-de-France. Le Port-Marly gehört zum Arrondissement Saint-Germain-en-Laye und zum Kanton Chatou. Die Einwohner werden Marlyportains genannt.

## Geographie
Le Port-Marly liegt etwa 20 Kilometer westlich von Paris an der Seine. Umgeben wird Le Port-Marly von den Nachbargemeinden Saint-Germain-en-Laye im Norden und Nordwesten, Croissy-sur-Seine im Osten, Louveciennes im Süden sowie Marly-le-Roi im Westen und Südwesten.
Durch die Gemeinde führt die frühere Route nationale 13 (heutige Departementstraße 113).

## Bevölkerung
| Einwohner                                                  | 646 | 524 | 473 | 497 | 748 | 989 | 1.098 | 3.650 | 4.331 | 3.921 | 3.518 | 4.181 | 4.412 | 4.608 | 4.946 |
| Ab 1962 offizielle Zahlen ohne Einwohner mit Zweitwohnsitz |     |     |     |     |     |     |       |       |       |       |       |       |       |       |       |

## Sehenswürdigkeiten
Siehe auch: Liste der Monuments historiques in Le Port-Marly
- Kirche Saint-Louis, im neoklassizistischen Stil zwischen 1778 und 1780 erbaut, seit 1937 Monument historique
- Schloss der Löwen (Château des Lions), heutiges Rathaus, erbaut im 17. Jahrhundert, wieder errichtet im 19. Jahrhundert, seit 1972 Monument historique
- Das Schloss Monte Christo, 1844 bis 1847 erbaut für Alexandre Dumas, seit 1975 Monument historique
- Das sogenannte Château d’If, als Pavillon beim Schloss von Monte Christo errichtet, nicht zu verwechseln mit dem Gefängnisbau Château d’If
- Die sehenswerte Seineinsel Île de la Loge befindet sich (teilweise) am südöstlichen Gemeinderand

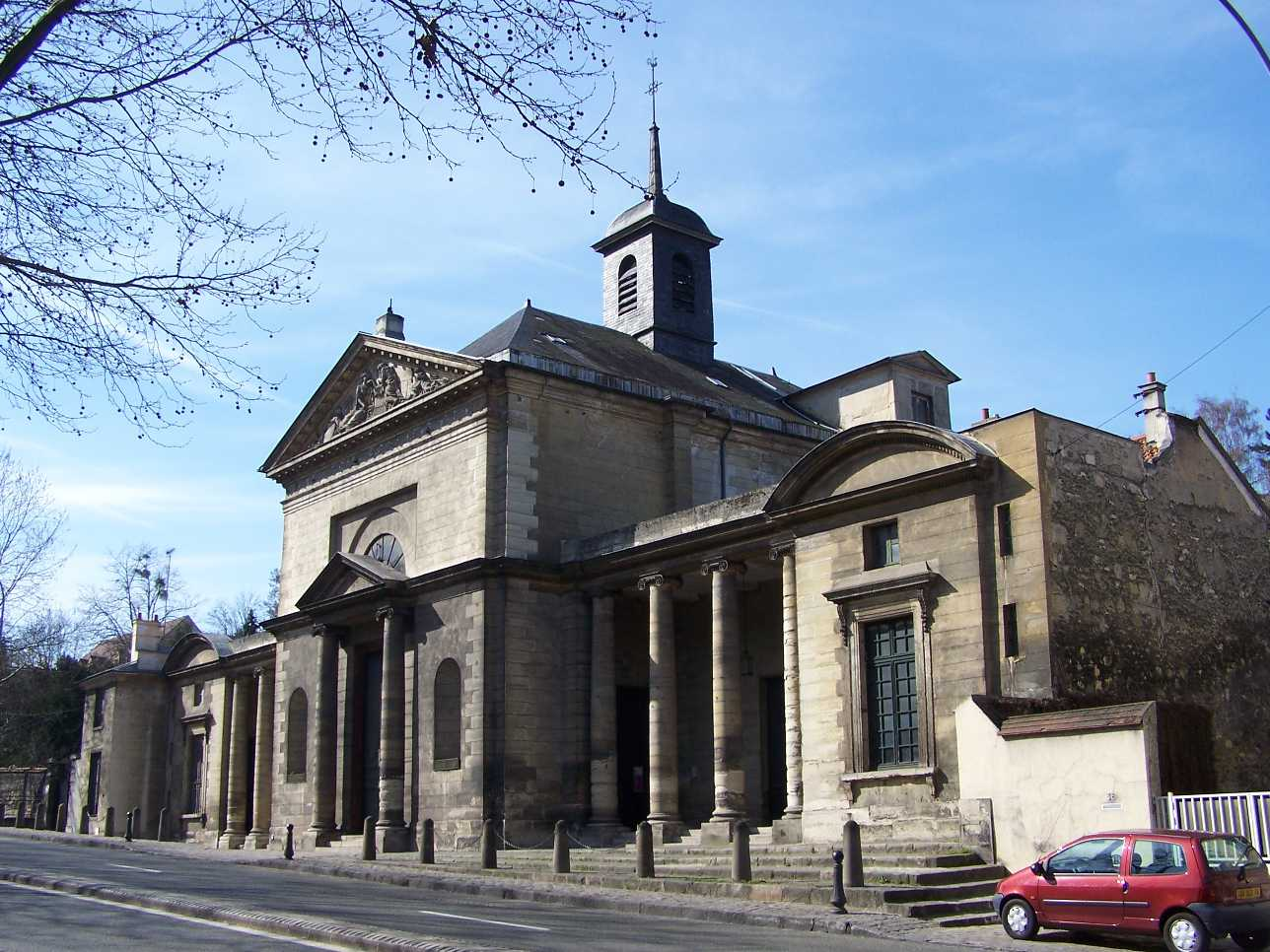
Kirche Saint-Louis
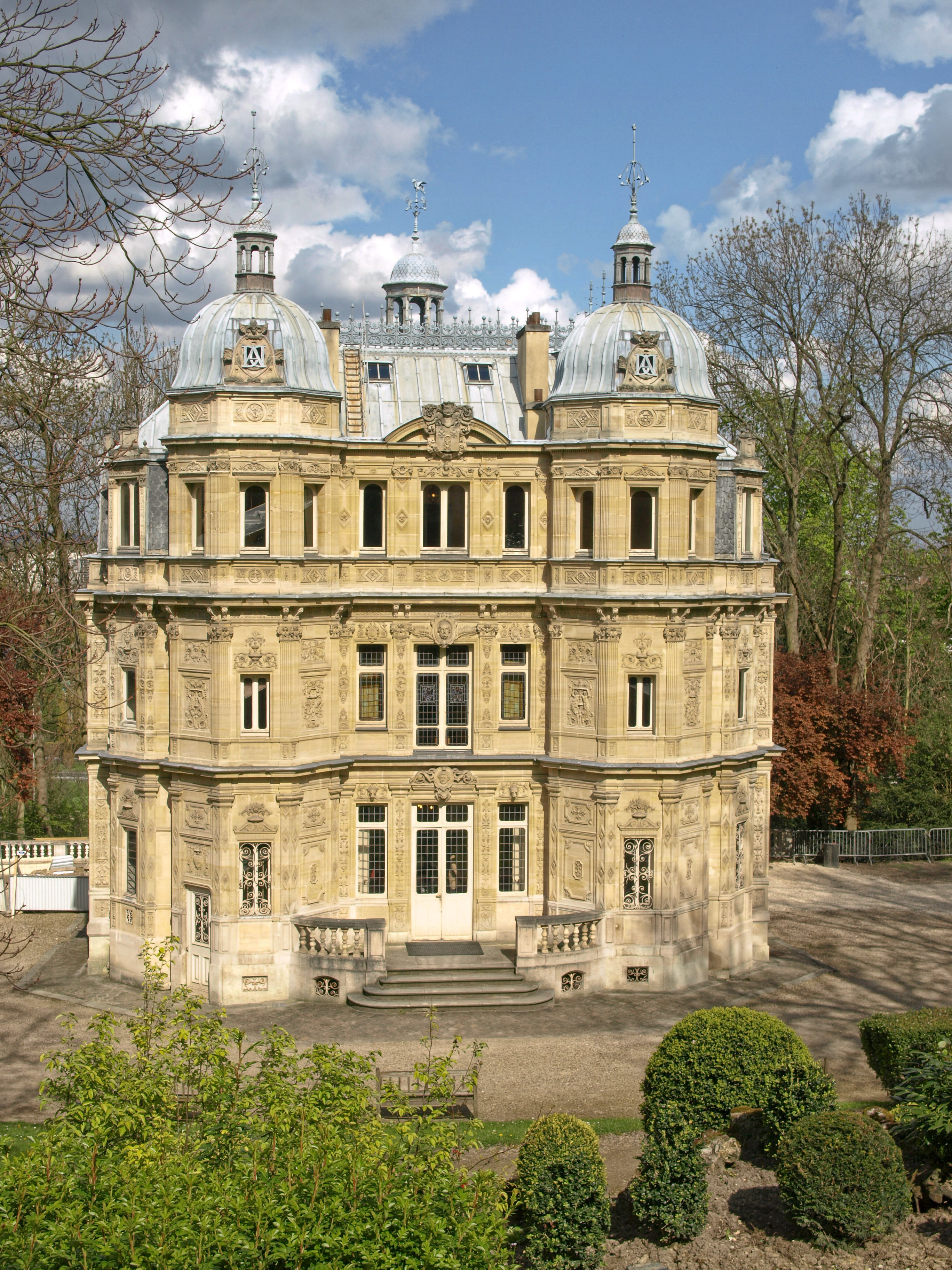
Schloss von Monte Christo, Herrenhaus Alexandre Dumas’
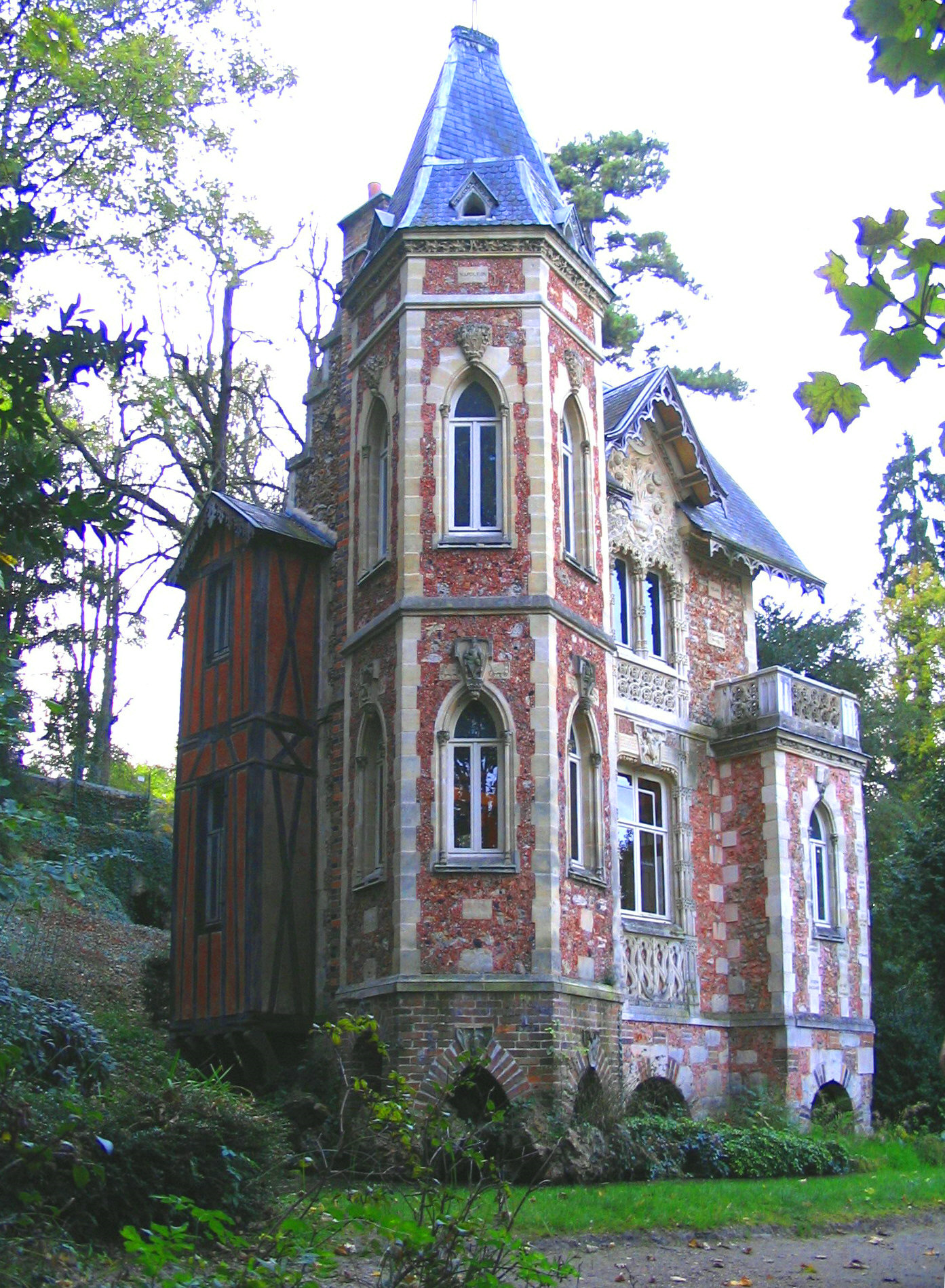
Pavillon im Schlosspark des Schlosses von Monte Christo (sog. Château d’If)

## Persönlichkeiten
- Jeanne-Marie Darré (1905–1999), Pianistin
- Jean Topart (1922–2012), Schauspieler
- Thierry Gilardi (1958–2008), Sportjournalist